# Serra Llarga (Granyanella)
La Serra Llarga és una serra situada al municipi de Granyanella a la comarca de la Segarra, amb una elevació màxima de 546 metres.